# Nieuw Kwartier
Het Nieuw Kwartier is een buurt aan de zuidkant van de stad Leuven. Ze wordt begrensd door de Naamsestraat, Hendrik Consciencestraat, Parkstraat en Naamsevest.

## Geschiedenis

### Middeleeuwen
In de 14e eeuw bouwde Leuven een tweede ringmuur rond de stad. De omtrek van de ringmuur was ruim gemeten waardoor veel gebieden, zoals het Nieuw Kwartier, nog eeuwenlang land- en tuinbouwgrond bleven. In de middeleeuwen werd naar de locatie verwezen als het Vleminckxveld (in het Frans werd dit Le champs des Flamands en Vicus Flamingorum in het Latijn) als verwijzing naar de Vlaamse wevers die naar Leuven waren uitgeweken. De Parkstraat is een van de oudste wegen van Leuven en werd gebruikt door Godfried met de Baard om naar zijn jachtgebied 'het Park' te rijden. Later kwam er aan het kruispunt van de Parkstraat en het Hendrik Consciencestraat een pachtershoeve, vermoedelijk verbonden aan de Abdij van 't Park. Aan de overkant lag tot in de 19e eeuw de 'Quade (= kleine) Poel', een drinkplaats voor vee, met een 'bornput' (waterput) en een 'hoppecruythofken' (kruidentuintje).

### 19e en 20e eeuw
In 1830 ontwierp de toenmalige stadsarchitect François-Henri Laenen een eerste plan voor de bebouwing van het gebied tussen de Diestsestraat en de Naamsestraat. Het plan voorzag in een dambordstructuur met de bedoeling de stationsbuurt met de stad te laten aansluiten. De rioollijnen, oppervlakte van de voetpaden en enkele algemene eigenschappen van de gebouwen werden vastgelegd. Het tracé van de Vesaliusstraat, de Parkstraat, de Brabançonnestraat (gedeeltelijk) en de Consciencestraat zijn een uitvoering van o.a. het plan Laenen.
De uitvoering van het plan laat echter op zich wachten tot het begin van de 20e eeuw. De bedoeling was een directe verbinding aan te leggen tussen de Naamsepoort en het station van Leuven. Het Weldadigheidsbureau, een onderdeel van het latere Openbaar Centrum voor Maatschappelijk Welzijn, kocht de goedkopere grond voor de bouw van arbeiderswoningen.

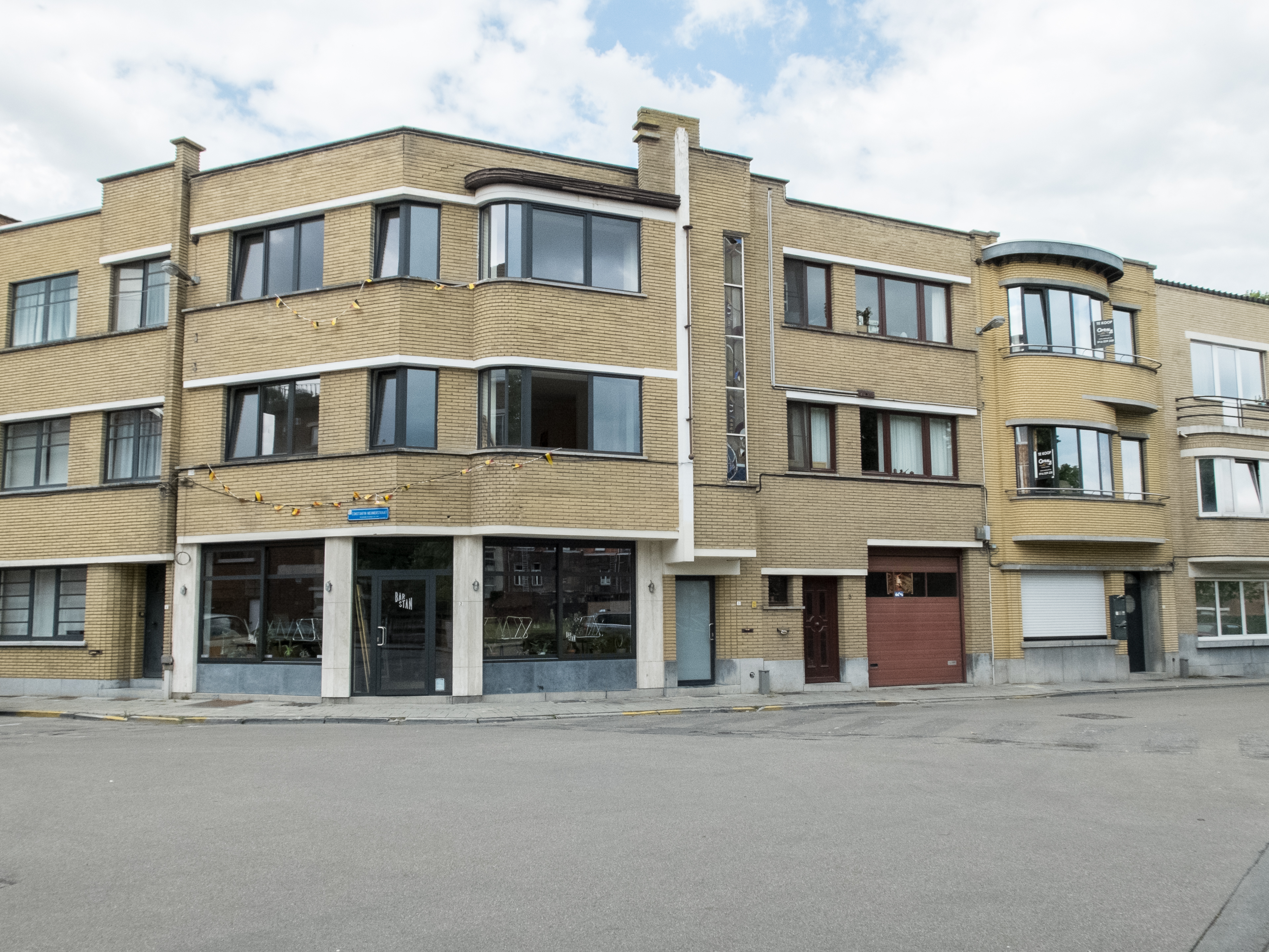
Modenistische huizen aan het Conscienceplein

Het plan Laenen moest worden herzien door stadsarchitecten Frische (1899) en Lens (1928) wegens de geografische kenmerken van de buurt. Er kwamen uiteindelijk minder straten dan in het oorspronkelijke plan en de straten werden hertekend zodat het Nieuw Kwartier een meer gesloten karakter zou krijgen om het buurtgevoel te versterken.
De straatnamen in de buurt verwijzen naar personen die een, meestal artistieke, band met Leuven hadden, zoals Hendrik Conscience, Constantin Meunier, Émile Mathieu, Frans Vermeylen, Paul Lebrun, Émile Van Arenbergh, Pierre Joseph Verhaghen, Gérard Vander Linden, Albert Giraud, Eugène Gilbert en Maria Van Bel. De Weldadigheidsstraat is een verwijzing naar het Weldadigheidsbureau. De Familie de Bayostraat verwijst sinds 1906 naar een particulier die gronden voor sociale woningbouw aan de Société anonyme pour la construction des maisons ouvrières had geschonken.

## Stadsschool nr. 7
Op 7 december 1909 gaf het stadsbestuur opdracht tot het bouwen van een gemeentelijke kleuter- en lagere school voor meisjes. De school werd gebouwd van 1910 tot 1911 op een stuk grond aangekocht door de stad gelegen tussen de Weldadigheidsstraat en de Parkstraat. Eugène Frische, de toenmalige stadsarchitect, maakt het ontwerp.
Het terrein wordt omsloten door twee grote assen. Enerzijds door de rue de la Bienfaisance, waarvan moet gezegd worden dat zij slechts gedeeltelijk open is, maar anderzijds door de rue de Parc, langsheen de hoofdingang zal komen. De rue de Parc is volledig bebouwd en in verbinding met onze grootste lanen en met het centrum van onze stad via andere toegangswegen, zoals de straten: rues de Namur, Vésale (huidige Constantin Meunierstraat) en de Tirlemont. Het perceel is verwijderd van iedere gelijkaardige gemeentelijke school, bevindt zich in een sterk bevolkt gebied, het meest gezonde van de stad en in afwezigheid van iedere fabriek die verstikkende geuren kan veroorzaken. De straten zijn voorzien van bronnen-fonteinen gevoed door zuiver water afkomstig van de publieke verdeling van water en grote riolen vangen al het gebruikte water op van zowel de partikuliere woningen als van de publieke.— Eugène Frische

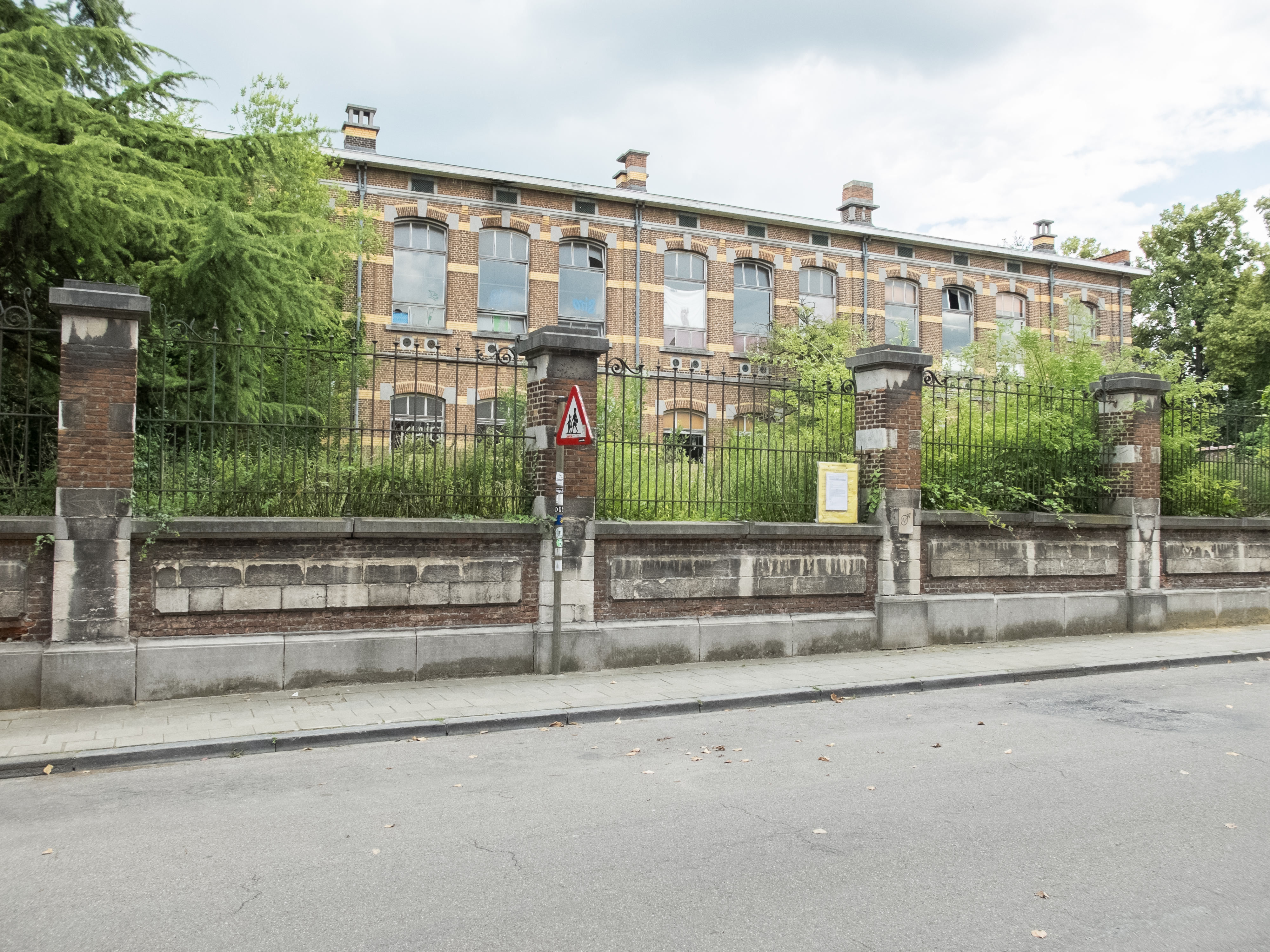
Uitbreiding van 1920, De Zonnewijzer, in 2014 voor de herinrichting

De school opent officieel op 1 oktober 1911. Door de invoering van de leerplicht tot 14 jaar groeit het aantal Leuvense gemeentescholen na 1862 van niets tot 7 scholen, vandaar de naam.
In 1920 werden er klassen, een refter, een turnzaal en tuin bijgebouwd.
In 1985 wordt het oudste gebouw van school nummer 7 een freinetschool: de Appeltuin. De school verhuist door plaatsgebrek op hun eerdere locatie in Egenhoven. De school telt zo'n 250 leerlingen.  De uitbreiding van 1920 wordt een steinerschool: De Zonnewijzer.

In 2013 publiceerde de stad Leuven het voorontwerp voor de herinrichting van het Conscienceplein (beter gekend als 't Pleintje in de volksmond). De gebouwen van de school zouden deels gerenoveerd worden tot sociale woningen.

## Handelszaken
- Via Via reiscafé in de Parkstraat.
- In 2014 opende er een nieuwe buurtbar, Bar Stan, op de hoek van de Constantin Meunierstraat en de Frans Nensstraat. De buurtbar profileert zicht als een 'publieke living met aanliggende stadstuin' en stelt onder meer werken van lokale creatievelingen tentoon.[6]
- Een Carrefour Express supermarkt in de Weldadigheidsstraat, vervangt de vroegere Aldi.
- Kapsalon Fabienne in de Parkstraat.
- Frituur 't Parkske in de Parkstraat.
- Mediteraans restaurant Nour-el-kamar in de Parkstraat.
- Apotheek Maho op de hoek van de Hendrik Concienscestraat en de Parkstraat.
- Buurtwinkel PRS winkel op de hoek van de Naamsevest en de Parkstraat.

### Gesloten
- University Squash in de Rapengang (gesloten sinds 31/12/2014).
- Café l'Affaire lag op de hoek van de Andreas Vesaliusstraat en de Parkstraat.
- Slagerij Van Calster lag op de hoek van de Parkstraat en de Hendrik Concienscestraat.[7]
- Krantenwinkel Park Info lag in de Parkstraat.

## Bekende bewoners
- Theo De Ronde woonde in de Albert Giraudstraat.
- Sœur Sourire woonde na haar uittreden enkele jaren in de Emile Van Arenberghstraat.
- Jan Hautekiet woonde enkele jaren in de Weldadigheidsstraat en daarna in de Consciencestraat.
- Paul Van Nevel woonde in de jaren 80 in de Constantin Meunierstraat.
- Catherine Mertens, dochter van Jos Mertens, woonde als kind in de Emile Van Arenberghstraat.
- Bob Dehennin woonde in de Mathieustraat.
- Rik Vanlommel woonde in de Mathieustraat.
- Paul Goossens woonde als student in de Van Arenberghstraat.
- Hubert Lafortune woonde in de Constantin Meunierstraat.
- Simon De Cuyper woonde in de Weldadigheidsstraat.
- Charlotte Debroux woonde in de Weldadigheidsstraat.

## Foto's

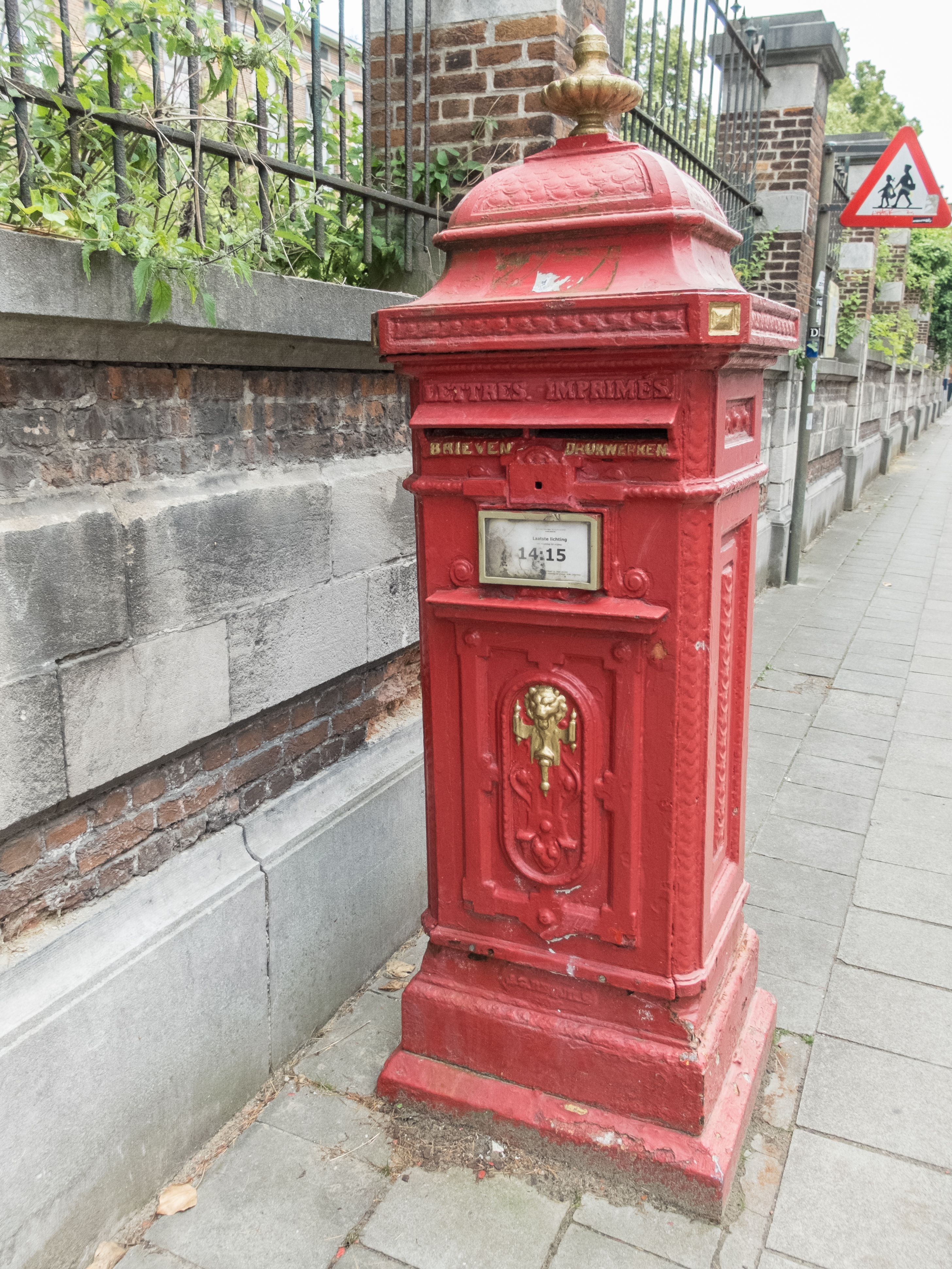
Postbus in de Weldadigheidsstraat aan de muur van de voormalige School 7
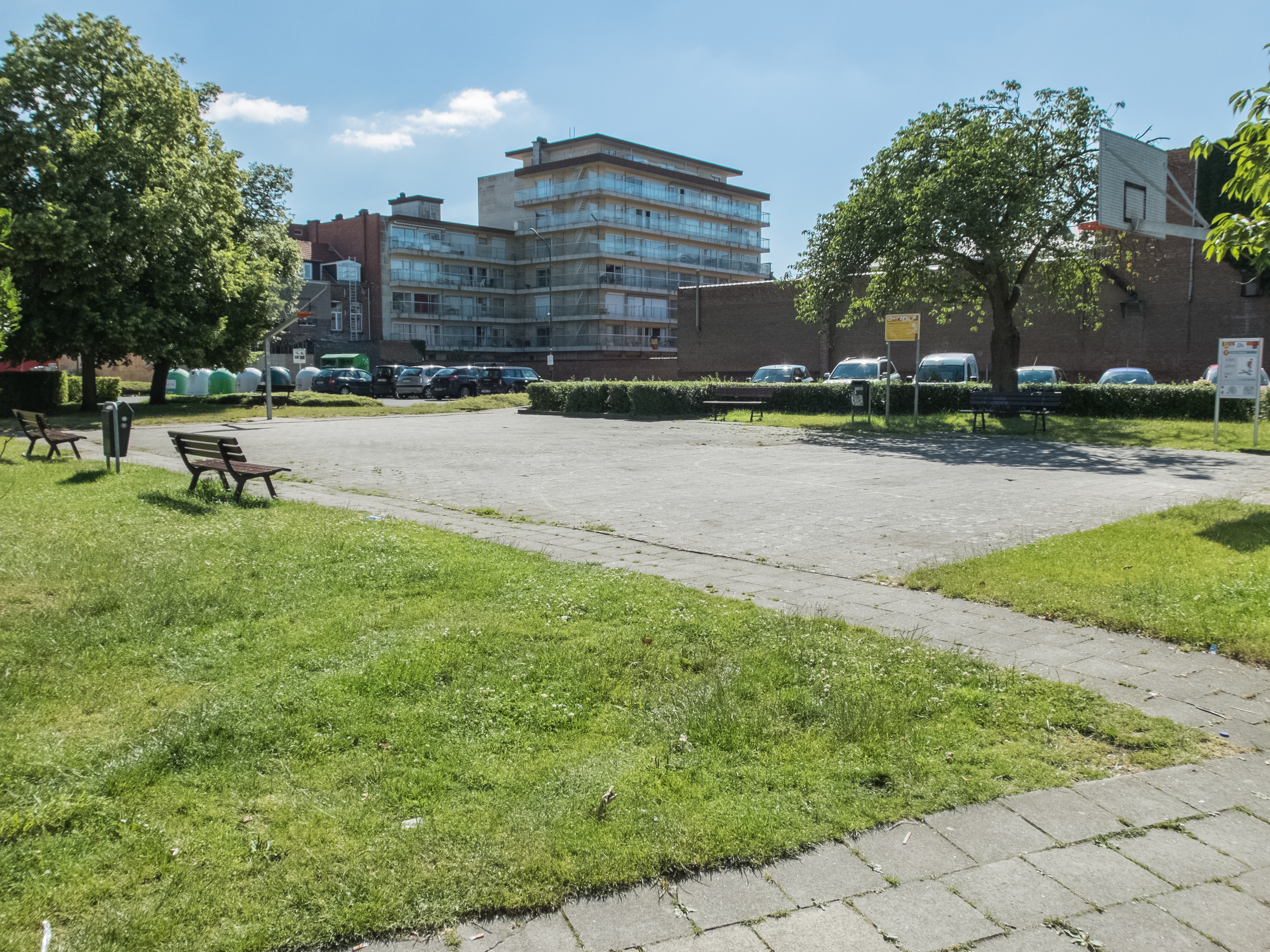
Conscienceplein, beter gekend als 't Pleintje
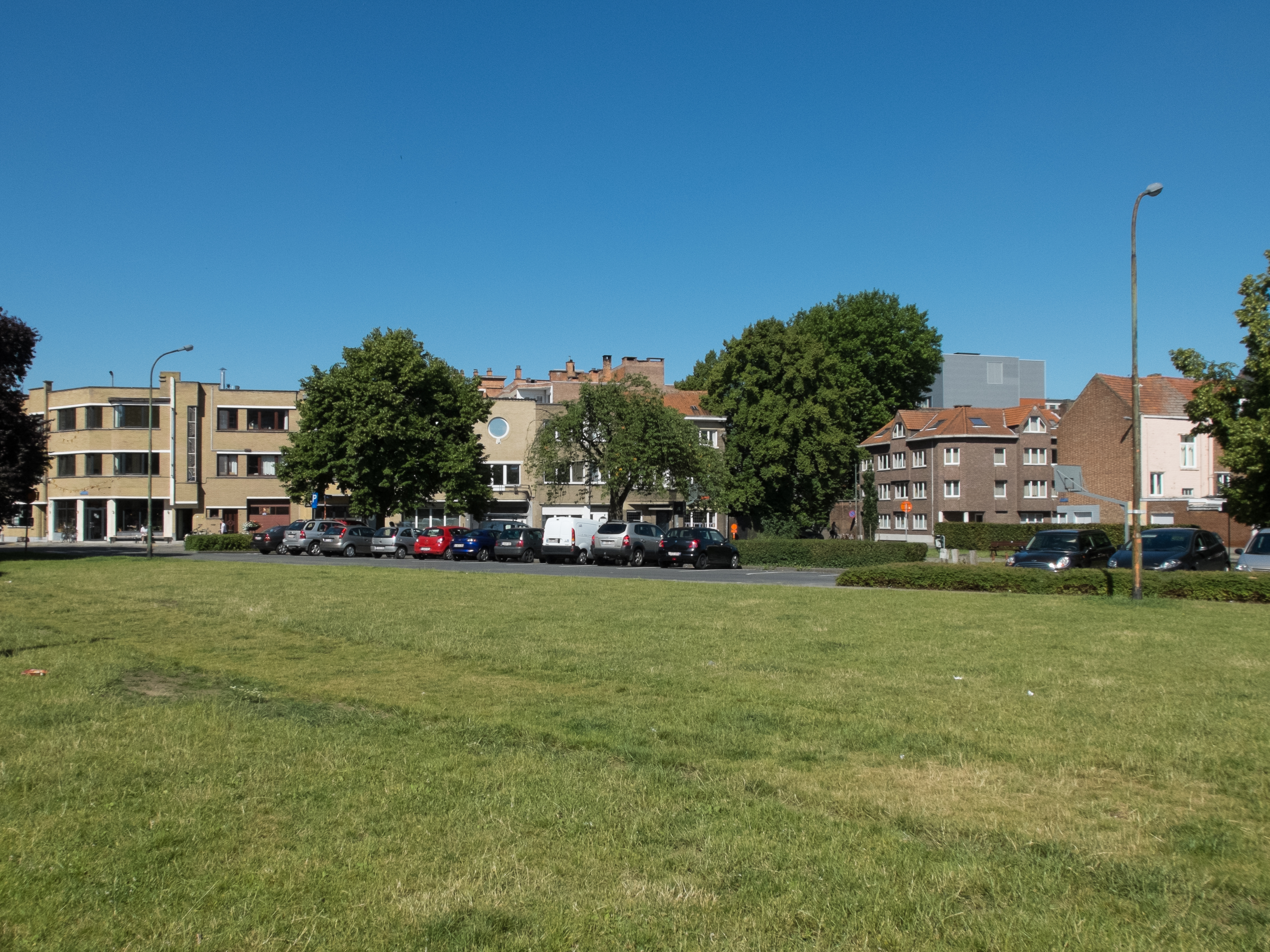
Conscienceplein, gezien van de andere kant
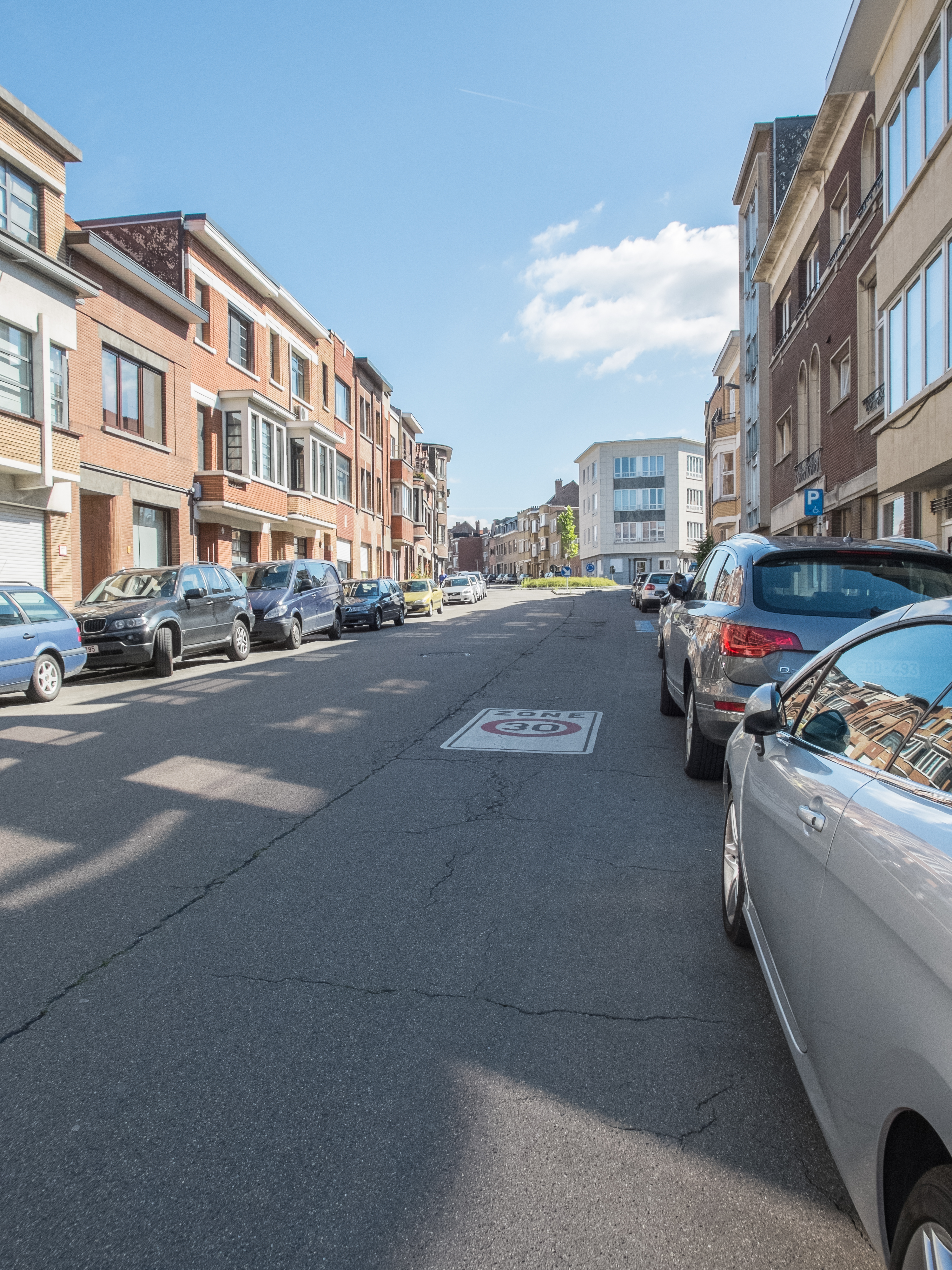
Constantin Meunierstraat

Deelgemeenten: Heverlee · Kessel-Lo · Leuven · Wijgmaal · Wilsele

Overige plaatsen: Egenhoven · Leuvens Haasrode · Leuvens Korbeek-Lo · Nieuw Kwartier · Terbank

Belgische gemeenten · Arrondissement Leuven · Vlaams-Brabant · Vlaanderen